# NGC 2325
NGC 2325 est une vaste galaxie elliptique située dans la constellation du Grand Chien. NGC 2325 été découverte par l'astronome britannique John Herschel en 1790.

## Caractéristiques
Sa vitesse par rapport au fond diffus cosmologique est de 2 356 ± 25 km/s, ce qui correspond à une distance de Hubble de 34,8 ± 2,5 Mpc (∼114 millions d'al).
À ce jour, 16 mesures non basées sur le décalage vers le rouge (redshift) donnent une distance de 22,850 ± 4,837 Mpc (∼74,5 millions d'al), ce qui est à l'extérieur des valeurs de la distance de Hubble. Notons que c'est avec la valeur moyenne des mesures indépendantes, lorsqu'elles existent, que la base de données NASA/IPAC calcule le diamètre d'une galaxie et qu'en conséquence le diamètre de NGC 2325 pourrait être d'environ 73,6 kpc (∼240 000 al) si on utilisait la distance de Hubble pour le calculer.
Selon la base de données Simbad, NGC 2325 est une galaxie à noyau actif.

## Supernova
La supernova SN 2010ih a été découverte le 16 septembre 2010 dans NGC 2325 par G. Pignata et al.dans le cadre du programme de recherche de supernovas CHASE (CHilean Automatic Supernova sEarch) de l'université du Chili. Cette supernova était de type Ia.